# 罗汉寺办事处
罗汉寺办事处，是中华人民共和国湖北省荆门市京山市下辖的一个乡级行政区，隶属于屈家岭管理区。

## 行政区划
罗汉寺办事处下辖以下地区：
青年路社区、八里途社区和胜利社区。